# Illes Andreanof
Les illes Andreanof (en anglès Andreanof Islands, en aleutià Niiĝuĝin tanangis) són un grup d'illes que formen part de les illes Aleutianes, al sud-oest d'Alaska, als Estats Units. Les illes foren batejades en honor del navegant rus Andreian Tolstyk, que fou el primer a explorar la zona el 1761. A les illes s'hi van establir nombroses bases militars dels Estats Units durant la Segona Guerra Mundial, que es feren permanents durant la Guerra Freda, però foren finalment clausurades el 1995.

Es troben entre el canal d'Amchitka i el grup de les illes Rat, a l'oest, i el canal d'Amukta i el grup de les illes Four Mountains, a l'est. Les illes s'estenen sobre uns 440 km i ocupen una superfície de 3.924,73 km². La població era de 412 persones segons el cens del 2000, la majoria de les quals vivien a la ciutat d'Adak, a l'illa Adak.
Les illes més grans del grup són, d'oest a est: Gareloi (67,2 km²), Tanaga (530 km²), Kanaga (369 km²), Adak (725 km²), Kagalaska (164 km²), Great Sitkin (160 km²), Atka Island (1.048 km²), Amlia (445,7 km²) i Seguam (207,3 km²). Les illes Delarof són un subgrup de petites illes que formen l'extrem occidental de les illes Andreanof.
Les illes estan cobertes habitualment per la boira i en elles no hi creixen els arbres degut al constant vent. Són illes propenses a patir terratrèmols, alguns d'ells superiors a 8 MW.